# Militær rang
En militær rang er et rangtrin i en militær organisation. Der skelnes mellem officerer, underofficerer og menige (hvervede eller værnepligtige) soldater.
Inden for militære organisationer er anvendelsen af rang nærmest universel. Kinas Folkets Befrielseshær (1965-1988), den albanske hær (1966-1991) og den sovjetiske Røde Hær (1918-1935) er sjældne eksempler på militære organisationer, som har gjort sig erfaring med at afskaffe militære grader. I alle tre tilfælde valgte man at genindføre graderne efter at have oplevet operationelle vanskeligheder ved kommando og kontrol.

## Danmark

### Officerer
| NATO kode               | OF-10             | OF-10             | OF-9       | OF-9       | OF-8            | OF-8            | OF-7          | OF-7          | OF-6            | OF-6            | OF-5       | OF-5       | OF-4             | OF-4             | OF-3           | OF-3           | OF-2            | OF-2            | OF-1            | OF-1            | OF-1            | OF-1        | OF-1        | OF-1        | OF(D)          | OF(D)          | OF(D)          | OF(D)          | OF(D)          | OF(D)          | Officers Elev | Officers Elev | Officers Elev | Officers Elev | Officers Elev | Officers Elev |
| ----------------------- | ----------------- | ----------------- | ---------- | ---------- | --------------- | --------------- | ------------- | ------------- | --------------- | --------------- | ---------- | ---------- | ---------------- | ---------------- | -------------- | -------------- | --------------- | --------------- | --------------- | --------------- | --------------- | ----------- | ----------- | ----------- | -------------- | -------------- | -------------- | -------------- | -------------- | -------------- | ------------- | ------------- | ------------- | ------------- | ------------- | ------------- |
| Gruppe                  |                   |                   | Chefniveau | Chefniveau | Chefniveau      | Chefniveau      | Chefniveau    | Chefniveau    | Chefniveau      | Chefniveau      | Chefniveau | Chefniveau | Chefniveau       | Chefniveau       | Lederniveau    | Lederniveau    | Lederniveau     | Lederniveau     | Lederniveau     | Lederniveau     | Lederniveau     | Lederniveau | Lederniveau | Lederniveau | Lederniveau    | Lederniveau    | Lederniveau    | Lederniveau    | Lederniveau    | Lederniveau    |               |               |               |               |               |               |
| Hæren                   | Ingen tilsvarende | Ingen tilsvarende |            |            |                 |                 |               |               |                 |                 |            |            |                  |                  |                |                |                 |                 |                 |                 |                 |             |             |             |                |                |                |                |                |                |               |               |               |               |               |               |
| Hæren                   | Ingen tilsvarende | Ingen tilsvarende | General    | General    | Generalløjtnant | Generalløjtnant | Generalmajor  | Generalmajor  | Brigadegeneral  | Brigadegeneral  | Oberst     | Oberst     | Oberstløjtnant   | Oberstløjtnant   | Major          | Major          | Kaptajn         | Kaptajn         | Premierløjtnant | Premierløjtnant | Premierløjtnant | Løjtnant    | Løjtnant    | Løjtnant    | Sekondløjtnant | Sekondløjtnant | Sekondløjtnant | Sekondløjtnant | Sekondløjtnant | Sekondløjtnant | Officerselev  | Officerselev  | Officerselev  | Officerselev  | Officerselev  | Officerselev  |
| Søværnet                | Ingen tilsvarende | Ingen tilsvarende |            |            |                 |                 |               |               |                 |                 |            |            |                  |                  |                |                |                 |                 |                 |                 |                 |             |             |             |                |                |                |                |                |                |               |               |               |               |               |               |
| Søværnet                | Ingen tilsvarende | Ingen tilsvarende | Admiral    | Admiral    | Viceadmiral     | Viceadmiral     | Kontreadmiral | Kontreadmiral | Flotilleadmiral | Flotilleadmiral | Kommandør  | Kommandør  | Kommandørkaptajn | Kommandørkaptajn | Orlogskaptajn  | Orlogskaptajn  | Kaptajnløjtnant | Kaptajnløjtnant | Premierløjtnant | Premierløjtnant | Premierløjtnant | Løjtnant    | Løjtnant    | Løjtnant    |                |                |                |                |                |                |               |               |               |               |               |               |
| Flyvevåbnet ·           | Ingen tilsvarende | Ingen tilsvarende |            |            |                 |                 |               |               |                 |                 |            |            |                  |                  |                |                |                 |                 |                 |                 |                 |             |             |             |                |                |                |                |                |                |               |               |               |               |               |               |
| Flyvevåbnet ·           | Ingen tilsvarende | Ingen tilsvarende | General    | General    | Generalløjtnant | Generalløjtnant | Generalmajor  | Generalmajor  | Brigadegeneral  | Brigadegeneral  | Oberst     | Oberst     | Oberstløjtnant   | Oberstløjtnant   | Major          | Major          | Kaptajn         | Kaptajn         | Premierløjtnant | Premierløjtnant | Premierløjtnant | Løjtnant    | Løjtnant    | Løjtnant    | Sekondløjtnant | Sekondløjtnant | Sekondløjtnant | Sekondløjtnant | Sekondløjtnant | Sekondløjtnant |               |               |               |               |               |               |
| Dansk militær lønklasse |                   |                   | M406       | M406       | M405            | M405            | M404          | M404          | M403            | M403            | M402       | M402       | M401             | M401             | M332 M331 M322 | M332 M331 M322 | M321            | M321            | M312            | M312            | M312            | M311        | M311        | M311        | M310           | M310           | M310           | M310           | M310           | M310           |               |               |               |               |               |               |

### Befalingsmænd og menige
| NATO kode               | OR-9                     | OR-9                     | OR-9                      | OR-9                      | OR-9              | OR-9              | OR-8              | OR-7                   | OR-6              | OR-5                       | OR-5                      | OR-4                | OR-3                     | OR-2           | OR-1           |  |
| ----------------------- | ------------------------ | ------------------------ | ------------------------- | ------------------------- | ----------------- | ----------------- | ----------------- | ---------------------- | ----------------- | -------------------------- | ------------------------- | ------------------- | ------------------------ | -------------- | -------------- |  |
| Gruppe                  | Mellemlederniveau        | Mellemlederniveau        | Mellemlederniveau         | Mellemlederniveau         | Mellemlederniveau | Mellemlederniveau | Mellemlederniveau | Mellemlederniveau      | Mellemlederniveau | Mellemlederniveau          | Mellemlederniveau         | Manuelt niveau      | Manuelt niveau           | Manuelt niveau | Manuelt niveau |  |
| Hæren                   |                          |                          |                           |                           |                   |                   |                   |                        | Ingen Tilsvarende |                            |                           |                     |                          |                |                |  |
| Hæren                   | Hærchefsergent           | Hærchefsergent           | Myndigheds- befalingsmand | Myndigheds- befalingsmand | Chefsergent       | Chefsergent       | Seniorsergent     | Oversergent            |                   | Sergent                    | Sergent første 12 måneder | Korporal            | Overkonstabel af 1. grad | Overkonstabel  | Konstabel      |  |
| Søværnet                |                          |                          |                           |                           |                   |                   |                   |                        | Ingen Tilsvarende |                            |                           |                     |                          |                |                |  |
| Søværnet                | Chefsergent              | Chefsergent              | Seniorsergent             | Oversergent               | Sergent           | Korporal          | Marinespecialist  | Marineoverkonstabel    | Ingen Tilsvarende | Marinekonstabel Marineelev |                           |                     |                          |                |                |  |
| Flyvevåbnet             |                          |                          |                           |                           |                   |                   |                   |                        | Ingen Tilsvarende |                            |                           |                     |                          |                |                |  |
| Flyvevåbnet             | Flyvevåbnets Chefsergent | Flyvevåbnets Chefsergent | Chefsergent               | Chefsergent               | Seniorsergent     | Oversergent       | Sergent           | Sergent (Officerselev) | Ingen Tilsvarende | Korporal                   | Flyverspecialist          | Flyveroverkonstabel | Flyverkonstabel          |                |                |  |
| Dansk militær lønklasse | M232                     | M232                     | M232                      | M232                      | M232              | M232              | M231              | M221                   |                   | M212                       | M211                      | M113                | M112                     | M112           | M112           |  |

Der er som oftest en bestemt funktion knyttet til de forskellige grader. Nedenfor ses nogle af primært Hærens almindelige gradsbestemte funktioner.

### Funktioner
| Funktion                                                                        | Grad                                    |
| ------------------------------------------------------------------------------- | --------------------------------------- |
| Forsvarschef                                                                    | General/admiral                         |
| Stabschef for Forsvarskommandoen                                                | Generalløjtnant/viceadmiral             |
| Værnschef                                                                       | Generalmajor/Kontreadmiral              |
| Stabschef for Hærens Operative Kommando                                         | Brigadegeneral                          |
| Divisionschef                                                                   | Generalmajor                            |
| Brigadechef                                                                     | Oberst/brigadegeneral                   |
| Regimentschef                                                                   | Oberst                                  |
| Bataljonschef                                                                   | Oberstløjtnant                          |
| Næstkommanderende bataljon                                                      | Major                                   |
| Kompagnichef Eskadronchef Batterichef                                           | Kaptajn/major                           |
| Næstkommanderende kompagni Næstkommanderende eskadron Næstkommanderende batteri | Premierløjtnant/kaptajn                 |
| Delingsfører                                                                    | Premierløjtnant/løjtnant/sekondløjtnant |
| Næstkommanderende deling                                                        | Oversergent/Seniorsergent               |
| Sektionsfører                                                                   | Oversergent                             |
| Gruppefører                                                                     | Sergent                                 |

## Frankrig
| Grades de l'armée française | Grades de l'armée française             | Grades de l'armée française  |
| Officiers                   | Officiers                               | Officiers                    |
| Armée de terre              | Marine nationale                        | Armée de l'air               |
| --------------------------- | --------------------------------------- | ---------------------------- |
| Général d'armée             | Amiral                                  | Général d'armée aérienne     |
| Général de corps d'armée    | Vice-Amiral d'escadre                   | Général de corps aérien      |
| Général de division         | Vice-Amiral                             | Général de division aérienne |
| Général de brigade          | Contre-Amiral                           | Général de brigade aérienne  |
| Colonel                     | Capitaine de vaisseau                   | Colonel                      |
| Lieutenant-colonel          | Capitaine de frégate                    | Lieutenant-colonel           |
| Commandant                  | Capitaine de corvette                   | Commandant                   |
| Capitaine                   | Lieutenant de vaisseau                  | Capitaine                    |
| Lieutenant                  | Enseigne de vaisseau de première classe | Lieutenant                   |
| Sous-Lieutenant             | Enseigne de vaisseau de deuxième classe | Sous-Lieutenant              |
| Aspirant                    | Aspirant                                | Aspirant                     |
| Sous-Officiers              |                                         |                              |
| Major                       | Major                                   | Major                        |
| Adjudant                    | Maître-principal                        | Adjudant                     |
| Sergent-chef                | Premier-maître                          | Sergent-chef                 |
| Sergent                     | Maître                                  | Maître                       |
| Caporal                     | Second-maître                           | Caporal                      |

## Norge
| Gradsnivåer            | Gradsnivåer        | Gradsnivåer         | Gradsnivåer |
| Offiserer              | Offiserer          | Offiserer           | Offiserer   |
| Hæren                  | Luftforsvaret      | Sjøforsvaret        |             |
| ---------------------- | ------------------ | ------------------- | ----------- |
| General                | General            | Admiral             |             |
| Generalløytnant        | Generalløytnant    | Viseadmiral         |             |
| Generalmajor           | Generalmajor       | Kontreadmiral       |             |
| Brigader               | Brigader           | Flaggkommandør      |             |
| Oberst                 | Oberst             | Kommandør           |             |
| Oberstløytnant         | Oberstløytnant     | Kommandørkaptein    |             |
| Major                  | Major              | Orlogskaptein       |             |
| Kaptein                | Kaptein            | Kapteinløytnant     |             |
| Løytnant               | Løytnant           | Løytnant            |             |
| Fenrik                 | Fenrik             | Fenrik              |             |
| Kadett (1,2,3 år)      | Kadett (1,2,3 år)  | Kadett (1,2,3 år)   |             |
| Underoffiserer         |                    |                     |             |
| Sersjantmajor          | Sersjantmajor      | Flaggmester         |             |
| Kommandersersjant      | Kommandersersjant  | Orlogsmester        |             |
| Stabssersjant          | Stabssersjant      | Flotiljemester      |             |
| Oversersjant           | Vingsersjant       | Skvadronmester      |             |
| Sersjant               | Sersjant           | Kvartermester       |             |
| Grenaderer, Konstabler |                    |                     |             |
| Seniorkorporal         | Seniorkorporal     | Seniorkonstabel     |             |
| Korporal               | Korporal           | Konstabel           |             |
| Seniorvisekorporal     | Seniorvisekorporal | Seniorvisekonstabel |             |
| Visekorporal           | Visekorporal       | Visekonstabel       |             |
| Vernepliktige soldater |                    |                     |             |
| Menig 1. Klasse        | Vingsoldat         | Menig 1. Klasse     |             |
| Menig                  | Flysoldat          | Menig               |             |

## Storbritannien
| Common military ranks           | Common military ranks | Common military ranks    |
| Officers                        | Officers              | Officers                 |
| British Army* Royal Marines     | Royal Navy            | Royal Air Force          |
| ------------------------------- | --------------------- | ------------------------ |
| Field Marshal*                  | Admiral of the Fleet  | Marshal of the Air Force |
| General*                        | Admiral               | Chief Air Marshal        |
| Lt. General*                    | Vice Admiral          | Air Marshal              |
| Major General                   | Rear Admiral          | Air Vice Marshal         |
| Brigadier                       | Commodore             | Air Commodore            |
| Colonel                         | Captain (naval)       | Group Captain            |
| Lt. Colonel                     | Commander             | Wing Commander           |
| Major                           | Lt. Commander         | Squadron Leader          |
| Captain                         | Lieutenant (naval)    | Flight Lieutenant        |
| Lieutenant                      | Sub-Lieutenant        | Flying Officer           |
| 2nd Lieutenant                  | Ensign                | Pilot Officer            |
| Officer Cadet                   | Midshipman            | Officer Cadet            |
| Sailors, soldiers and airmen    |                       |                          |
| Warrant Officer                 | Warrant Officer       | Warrant Officer          |
| Staff Sergeant* Colour Sergeant | Chief Petty Officer   | Flight Sergeant          |
| Sergeant                        | Petty Officer         | Sergeant                 |
| Corporal                        | Leading Rate          | Corporal                 |
| Private* Marine                 | Able Seaman           | Aircraftman              |

## Sverige
| Grader i svenska försvaret    | Grader i svenska försvaret | Grader i svenska försvaret |
| Officerare                    | Officerare                 | Officerare                 |
| Armén/Flygvapnet/Amfibiekåren | Svenska marinen            |                            |
| ----------------------------- | -------------------------- | -------------------------- |
| General                       | Amiral                     |                            |
| Generallöjtnant               | Viceamiral                 |                            |
| Generalmajor                  | Konteramiral               |                            |
| Brigadgeneral                 | Flottiljamiral             |                            |
| Överste                       | Kommendör                  |                            |
| Överstelöjtnant               | Kommendörkapten            |                            |
| Major                         | Örlogskapten               |                            |
| Kapten                        | Kapten                     |                            |
| Löjtnant                      | Löjtnant                   |                            |
| Fänrik                        | Fänrik                     |                            |
| Specialistofficerare          |                            |                            |
| Regementsförvaltare           | Flottiljförvaltare         |                            |
| Förvaltare                    | Förvaltare                 |                            |
| Fanjunkare                    | Fanjunkare                 |                            |
| 1:e sergeant                  | 1:e sergeant               |                            |

| Yrkesofficerare (Officerare och specialistofficerare (SO)) i Armén/linjeofficerer og stampersonel i den svenske hær | Yrkesofficerare (Officerare och specialistofficerare (SO)) i Armén/linjeofficerer og stampersonel i den svenske hær | Yrkesofficerare (Officerare och specialistofficerare (SO)) i Armén/linjeofficerer og stampersonel i den svenske hær | Yrkesofficerare (Officerare och specialistofficerare (SO)) i Armén/linjeofficerer og stampersonel i den svenske hær | Yrkesofficerare (Officerare och specialistofficerare (SO)) i Armén/linjeofficerer og stampersonel i den svenske hær | Yrkesofficerare (Officerare och specialistofficerare (SO)) i Armén/linjeofficerer og stampersonel i den svenske hær | Yrkesofficerare (Officerare och specialistofficerare (SO)) i Armén/linjeofficerer og stampersonel i den svenske hær | Yrkesofficerare (Officerare och specialistofficerare (SO)) i Armén/linjeofficerer og stampersonel i den svenske hær | Yrkesofficerare (Officerare och specialistofficerare (SO)) i Armén/linjeofficerer og stampersonel i den svenske hær | Yrkesofficerare (Officerare och specialistofficerare (SO)) i Armén/linjeofficerer og stampersonel i den svenske hær | Yrkesofficerare (Officerare och specialistofficerare (SO)) i Armén/linjeofficerer og stampersonel i den svenske hær | Yrkesofficerare (Officerare och specialistofficerare (SO)) i Armén/linjeofficerer og stampersonel i den svenske hær | Yrkesofficerare (Officerare och specialistofficerare (SO)) i Armén/linjeofficerer og stampersonel i den svenske hær | Yrkesofficerare (Officerare och specialistofficerare (SO)) i Armén/linjeofficerer og stampersonel i den svenske hær | Yrkesofficerare (Officerare och specialistofficerare (SO)) i Armén/linjeofficerer og stampersonel i den svenske hær | Yrkesofficerare (Officerare och specialistofficerare (SO)) i Armén/linjeofficerer og stampersonel i den svenske hær | Yrkesofficerare (Officerare och specialistofficerare (SO)) i Armén/linjeofficerer og stampersonel i den svenske hær | Yrkesofficerare (Officerare och specialistofficerare (SO)) i Armén/linjeofficerer og stampersonel i den svenske hær | Yrkesofficerare (Officerare och specialistofficerare (SO)) i Armén/linjeofficerer og stampersonel i den svenske hær | Yrkesofficerare (Officerare och specialistofficerare (SO)) i Armén/linjeofficerer og stampersonel i den svenske hær | Yrkesofficerare (Officerare och specialistofficerare (SO)) i Armén/linjeofficerer og stampersonel i den svenske hær | Yrkesofficerare (Officerare och specialistofficerare (SO)) i Armén/linjeofficerer og stampersonel i den svenske hær | Yrkesofficerare (Officerare och specialistofficerare (SO)) i Armén/linjeofficerer og stampersonel i den svenske hær | Yrkesofficerare (Officerare och specialistofficerare (SO)) i Armén/linjeofficerer og stampersonel i den svenske hær |
| --- | --- | --- | --- | --- | --- | --- | --- | --- | --- | --- | --- | --- | --- | --- | --- | --- | --- | --- | --- | --- | --- | --- | --- |
| SO | | SO | | SO | | | SO | | | | | | | | | | | | | | | | |
| | | | | | | | | | | | | | | | | | | | | | | | |
| Förste sergeant | Fänrik | Fanjunkare | Löjtnant | Förvaltare | Kapten | Major | Regementsförvaltare                                                                                                 | Överstelöjtnant | Överste | Överste 1. graden                                                                                                   | Brigadgeneral | Generalmajor | Generallöjtnant | General | | | | | | | | | |
| Ingen tilsvarende                                                                                                   | Sekondløjtnant | Oversergent | Løjtnant | Seniorsergent | Kaptajn | Major | Chefsergent | Oberstløjtnant | Oberst | Oberst | Brigadegeneral | Generalmajor | Generalløjtnant | General | | | | | | | | | |
| Gruppbefäl och soldater (GSS) i Armén/underofficerer og menigt personel i den svenske hær                           | | | | | | | | | | | | | | | | | | | | | | | |
| | | | | | | | | | | | | | | | | | | | | | | | |
| Menig | Menig 1 klass (en ny stribe efter 3, 5 og 7 år)                                                                     | Menig 1 klass (en ny stribe efter 3, 5 og 7 år)                                                                     | Menig 1 klass (en ny stribe efter 3, 5 og 7 år)                                                                     | Menig 1 klass (en ny stribe efter 3, 5 og 7 år)                                                                     | Vicekorpral | Korpral | Sergeant | | | | | | | | | | | | | | | | |
| Menig | Konstabel/overkonstabel af 2. grad                                                                                  | Konstabel/overkonstabel af 2. grad                                                                                  | Konstabel/overkonstabel af 2. grad                                                                                  | Konstabel/overkonstabel af 2. grad                                                                                  | Overkonstabel af 1. grad                                                                                            | Korporal | Sergent | | | | | | | | | | | | | | | | |

## Tyskland

### Bundeswehr / Bundesmarine
| Dienstgrade                  | Dienstgrade          |
| Offiziere                    | Offiziere            |
| Heer/Luftwaffe               | Deutsche Marine      |
| ---------------------------- | -------------------- |
| General                      | Admiral              |
| Generalleutnant              | Vizeadmiral          |
| Generalmajor                 | Konteradmiral        |
| Brigadegeneral               | Flottillenadmiral    |
| Oberst                       | Kapitän zur See      |
| Oberstleutnant               | Fregattenkapitän     |
| Major                        | Korvettenkapitän     |
| Hauptmann                    | Kapitänleutnant      |
| Oberleutnant                 | Oberleutnant zur See |
| Leutnant                     | Leutnant zur See     |
| Unteroffiziere               |                      |
| Oberstabsfeldwebel           | Oberstabsbootsmann   |
| Stabsfeldwebel               | Stabsbootsmann       |
| Hauptfeldwebel               | Hauptbootsmann       |
| Oberfeldwebel                | Oberbootsmann        |
| Feldwebel                    | Bootsmann            |
| Stabsunteroffizier           | Obermaat             |
| Unteroffizier                | Maat                 |
| Mannschaftsdienstgrade       |                      |
| Oberstabsgefreiter           |                      |
| Stabsgefreiter               |                      |
| Hauptgefreiter               |                      |
| Obergefreiter                |                      |
| Gefreiter                    |                      |
| Schütze, Jäger, Flieger usw. | Matrose              |

### Wehrmacht 1939-1945
| Dienstgrade          | Dienstgrade               | Dienstgrade                       |
| Offiziere            | Offiziere                 | Offiziere                         |
| Heer/Luftwaffe       | Kriegsmarine              | Waffen-SS                         |
| -------------------- | ------------------------- | --------------------------------- |
| Generalfeldmarschall | Großadmiral               | -                                 |
| Generaloberst        | Generaladmiral            | SS-Oberstgruppenführer            |
| General              | Admiral                   | SS-Obergruppenführer              |
| Generalleutnant      | Vizeadmiral               | SS-Gruppenführer                  |
| Generalmajor         | Konteradmiral             | SS-Brigadeführer                  |
| Oberst               | Kommodore Kapitän zur See | SS-Oberführer SS-Standartenführer |
| Oberstleutnant       | Fregattenkapitän          | SS-Obersturmbannführer            |
| Major                | Korvettenkapitän          | SS-Sturmbannführer                |
| Hauptmann            | Kapitänleutnant           | SS-Hauptsturmführer               |
| Oberleutnant         | Oberleutnant zur See      | SS-Obersturmführer                |
| Leutnant             | Leutnant zur See          | SS-Untersturmführer               |
| Unteroffiziere       |                           |                                   |
| Stabsfeldwebel       | Stabsoberbootsmann        | SS-Sturmscharführer               |
| Oberfeldwebel        | Oberbootsmann             | SS-Hauptscharführer               |
| Feldwebel            | Stabsbootsmann Bootsmann  | SS-Oberscharführer                |
| Unterfeldwebel       | Obermaat                  | SS-Scharführer                    |
| Unteroffizier        | Maat                      | SS-Unterscharführer               |
| Mannschaft           |                           |                                   |
| -                    | Stabsobergefreiter        | -                                 |
| -                    | Stabsgefreiter            | -                                 |
| Stabsgefreiter       | Hauptgefreiter            | -                                 |
| Obergefreiter        | Obergefreiter             | SS-Rottenführer                   |
| Gefreiter            | Gefreiter                 | SS-Sturmmann                      |
| Oberschütze          | -                         | SS-Oberschütze                    |
| Schütze              | Matrose                   | SS-Schütze                        |

## USA
| US military ranks                      | US military ranks         | US military ranks |
| Officers                               | Officers                  | Officers          |
| US Army* US Marine Corps US Air Force* | US Navy* US Coast Guard   |                   |
| -------------------------------------- | ------------------------- | ----------------- |
| General of the…*                       | Fleet Admiral*            |                   |
| General                                | Admiral                   |                   |
| Lt. General                            | Vice Admiral              |                   |
| Major General                          | Rear Admiral              |                   |
| Brigadier General                      | Rear Admiral (lower half) |                   |
| Colonel                                | Captain (naval)           |                   |
| Lt. Colonel                            | Commander                 |                   |
| Major                                  | Lt. Commander             |                   |
| Captain                                | Lieutenant (naval)        |                   |
| First Lieutenant                       | Lieutenant (junior grade) |                   |
| Second Lieutenant                      | Ensign                    |                   |
| NCO                                    |                           |                   |